# ミネラーリヌィエ・ヴォードィ空港
ミネラーリヌィエ・ヴォードィ空港（露：Аэропорт Минеральные Воды、英：Mineralnye Vody Airport）は、ロシア連邦北カフカース連邦管区スタヴロポリ地方ミネラーリヌィエ・ヴォードィにある空港である。
ミネラーリヌィエ・ヴォードィ市街地からは4㎞離れている。ピャチゴルスク、キスロヴォツク、エセントゥキ、ジェレズノヴォツクといった鉱泉・スパリゾート（カフカース鉱泉と総称される）へ向かう観光客のために1925年に開設された。スパリゾートに向かう観光客だけでなく、スタヴロポリ地方や周辺の諸共和国など北カフカース連邦管区各地に向かう旅客に広く利用されており、北カフカースでも最も重要な空港の一つである。
空港の西側にはターミナルと41のスポットがあり、反対側の東にはツポレフTU-154の整備場がある。

## 沿革
2014年から、トランスエアロ航空はモスクワへの便にボーイング747‐400を導入していた、この747は2020年現在も当空港に降り立った最大の機材である。
2015年10月25日トランスエアロ航空は経営破綻、ロシア当局による運航許可停止を受けてすべての運航を停止した。
そのため当空港へのトランスエアロ航空便は全てロシア航空とアエロフロートロシア航空に引き継がれた、この際747運航便は無くなった。
2016年6月、ノヴァポートはアエロインヴェストからミネラーリヌィエ・ヴォードィ空港を買収する事を決定した。

## 就航航空会社と就航都市

### 国内線

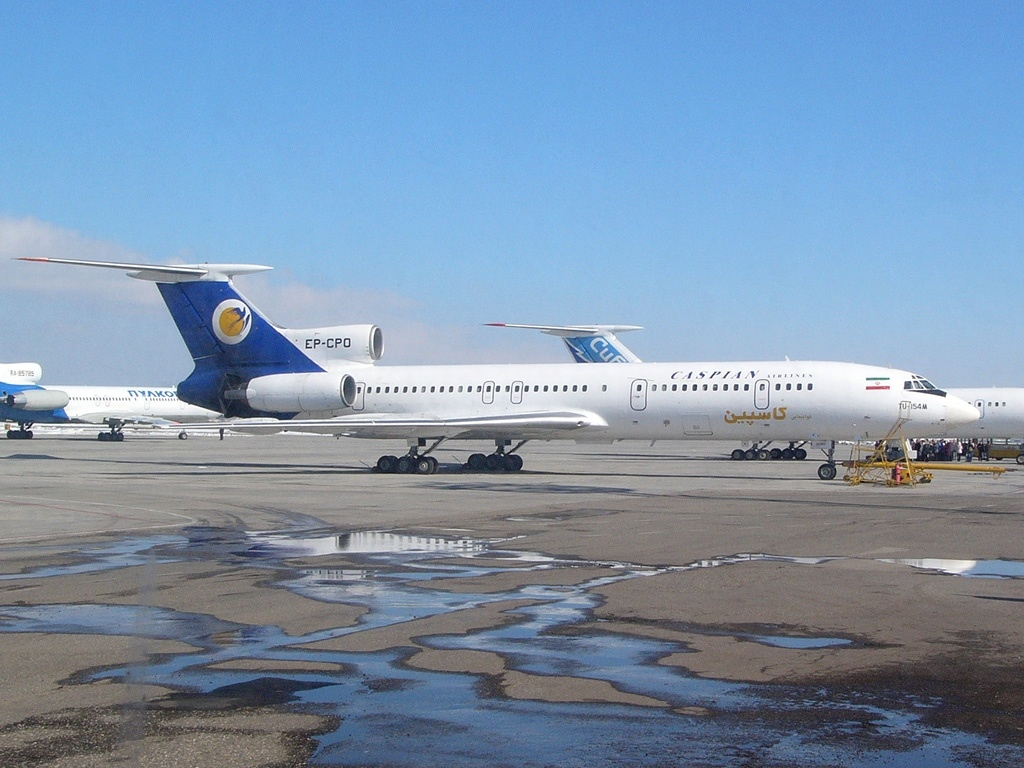
駐機中のツポレフTU-154

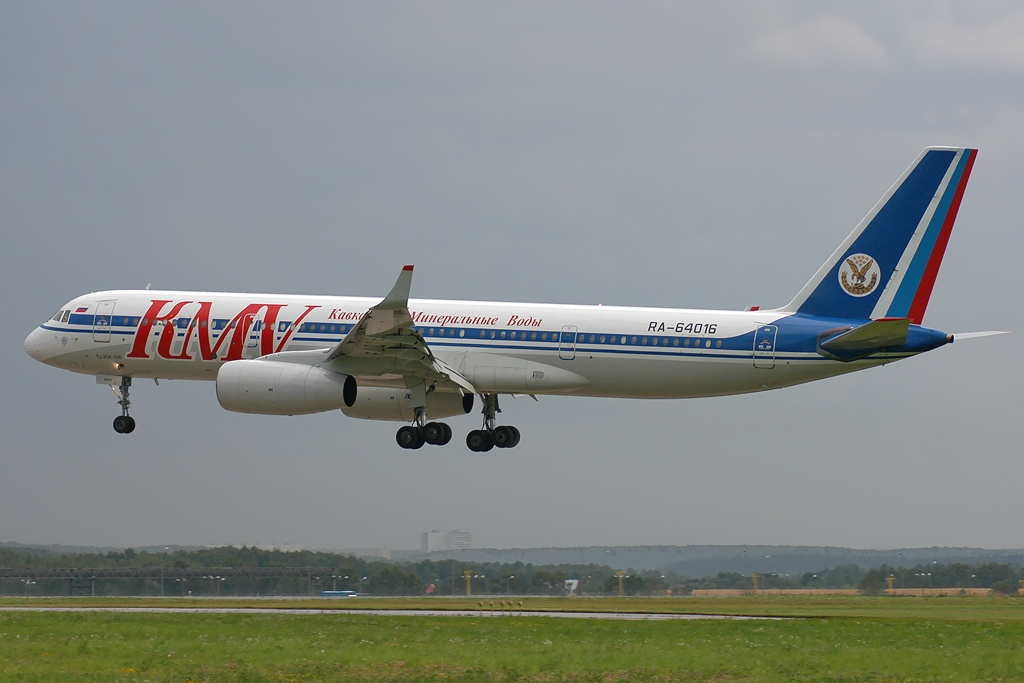
着陸中のツポレフTU-204

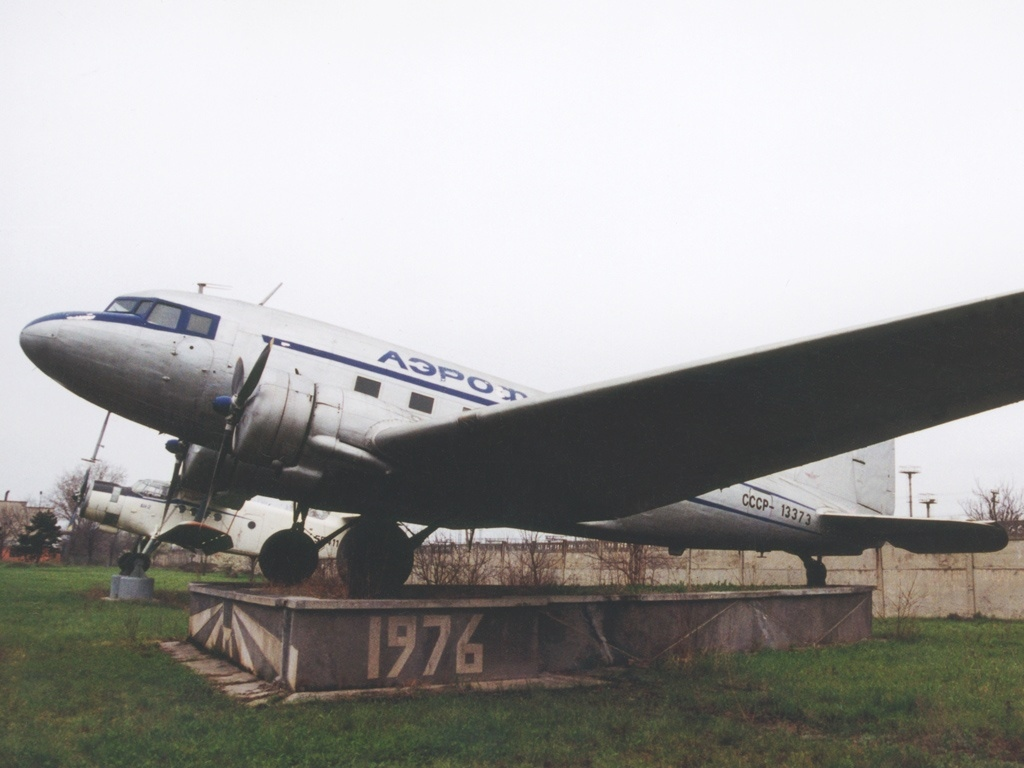
空港に展示中のリストフLi-2

| 航空会社                       | 就航地                                                                         |
| ------------------------------ | ------------------------------------------------------------------------------ |
| アエロフロート・ロシア航空     | モスクワ/シェレメーチェヴォ                                                    |
| アジムート                     | アストラハン、チェリャビンスク、カルーガ、ロストフ・ナ・ドヌ                   |
| イル・アエロ                   | サラトフ                                                                       |
| ノルドスター                   | モスクワ/ドモジェドヴォ、ノリリスク                                            |
| ノルドウィンド航空             | モスクワ/シェレメーチェヴォ、サンクトペテルブルク                              |
| ポベーダ                       | ペルミ、サンクトペテルブルク、エカテリンブルク、カザン                         |
| ロシア航空                     | サンクトペテルブルク                                                           |
| ルスライン                     | ブリャンスク、クルスク、ニジネカムスク                                         |
| S7航空                         | モスクワ/ドモジェドヴォ、ノボシビルスク                                        |
| セヴァスタル・エア・カンパニー | チェレポヴェツ                                                                 |
| ウラル航空                     | モスクワ/ドモジェドヴォ、エカテリンブルク                                      |
| ヤクティア航空                 | モスクワ/ヴヌーコヴォ                                                          |
| ヤマル航空                     | ロストフ・ナ・ドヌ、チュメニ                                                   |
| UTエアー                       | マハチカラ、モスクワ/ヴヌーコヴォ、ソチ、スルグト、チュメニ、 ヴォルゴグラード |

### 国際線
| 航空会社           | 就航地                               |
| ------------------ | ------------------------------------ |
| エア・カンパニー   | エレバン                             |
| ブタ航空           | バクー                               |
| エリン・エア       | テッサロニキ                         |
| フライドバイ       | ドバイ（季節運航便）                 |
| ノルドウィンド航空 | アンタルヤ                           |
| ペガサスフライ     | エレバン、モナスティル（季節運航便） |
| ペガサス航空       | イスタンブール                       |
| SCAT航空           | アクタウ、ヌルスルタン               |
| ウラル航空         | テルアビブ                           |
| ウズベキスタン航空 | タシュケント                         |
| UTエアー           | テルアビブ                           |

## アクセス

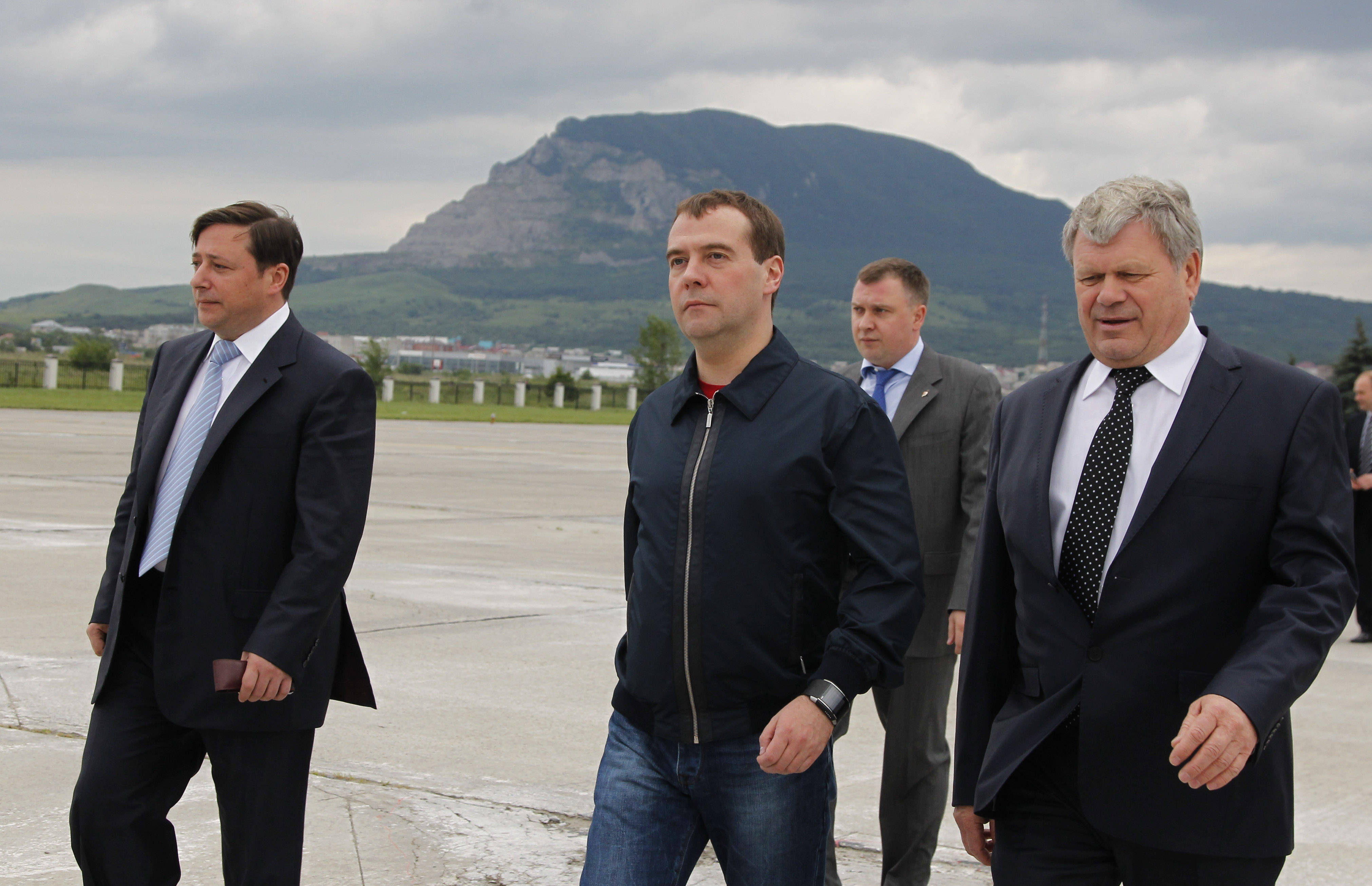
空港に降り立ったドミートリー・メドヴェージェフ首相（2012年6月18日撮影）

### 公共交通アクセス
市街地にマルシュルートカとバスが通じている。

### 自動車交通アクセス
市街地に幹線道路のE-50とE-117が通じている。

## 事故
1953年10月21日、アエロフロートロシア航空525便（リストフLi-2）が天候不良で墜落。
1962年12月31日、アエロフロート・アルメニア航空のイリューシンIL-18が着陸復行中に墜落。乗客乗員119人中32人が死亡。
1972年2月27日、アエロフロートロシア航空のアントノフAN-24が操縦不能になり墜落。
1977年2月15日、アエロフロートロシア航空5003便（イリューシンIL-18)が離陸中に墜落。乗客乗員98人中77人死亡。